# بني بلعيز (إجرماواس)
بني بلعيز هي إحدى مشيخات المملكة المغربية، تتبع جغرافيا لإقليم الدريوش وإداريًا لإجرماواس. يقدر عدد سكانها بـ 3471 نسمة حسب الإحصاء الرسمي للسكان والسكنى لسنة 2004.